# Ted Hanney
Terence Percival Hanney, detto Ted (Reading, 19 gennaio 1889 – Reading, 30 novembre 1964), è stato un calciatore e allenatore di calcio inglese, di ruolo centrocampista.

## Carriera

### Club
Inizia la carriera nei dilettanti del Wokingham Town, per poi trasferirsi al Reading; nel 1913 diventa a tutti gli effetti un calciatore professionista per il Manchester City, con cui gioca in massima serie dal 1913 al 1919, segnando complessivamente 10 gol in 68 partite di campionato. In seguito gioca si trasferisce al Coventry City, dove gioca per due stagioni, per poi chiudere la carriera ancora al Reading, con cui gioca un anno come capitano in terza serie.

### Nazionale
È stato campione olimpico al 5º Torneo olimpico di calcio del 1912 svoltosi a Stoccolma, vincendo l'oro con il Regno Unito; ha giocato la partita dei quarti di finale, vinta per 7-0 contro l'Ungheria, restando escluso dalla semifinale con la Finlandia e dalla finale con la Danimarca per un infortunio rimediato nella partita inaugurale.

## Allenatore
Negli anni Venti ha iniziato ad allenare in Germania; in particolare, nel 1924 è diventato il primo allenatore della storia dello Stoccarda, con cui nel 1927 ha vinto la Bezirksliga Württemberg-Baden, partecipando al campionato di massima serie. L'anno seguente ha allenato il Wacker di Monaco.

## Palmarès

### Giocatore
- Oro olimpico: 1

Stoccolma 1912

### Allenatore
- Württemberg-Baden: 1

Stoccarda: 1927